# Alison Lohman
Alison Marion Lohman (Palm Springs, California; 18 de septiembre de 1979) es una ex-actriz y profesora de actuación estadounidense. Comenzó su carrera con pequeños papeles en cortometrajes y películas independientes. Protagonizó la película dramática White Oleander (2002), que le valió el reconocimiento y un premio Young Hollywood.
Recibió elogios por sus actuaciones en la comedia negra Matchstick Men (2003) de Ridley Scott, que le valió el Hollywood Film Award a la mejor actriz de reparto, y en el filme de fantasía Big Fish (2003) de Tim Burton. Prestó su voz para el doblaje en inglés de la película animada Nausicaä del Valle del Viento (2005) y protagonizó la comedia televisiva Tucker (2000-2001) y la telenovela Pasadena (2001-2002).
Lohman trabajó esporádicamente como actriz a finales de la década de 2000, interpretando papeles en cintas como la independiente Delirious (2006), el drama de aventura Flicka (2006), la película de acción Beowulf (2007) y el drama Things We Lost in the Fire (2007). La taquillera cinta de terror Arrástrame al infierno (2009) le valió candidaturas a los premios de la Detroit Film Critics Society como mejor actriz, al Premio Saturn a la mejor actriz y a los MTV Movie & TV Awards a la actuación aterradora.
En 2009, anunció su retiro de la actuación tras su matrimonio con el cineasta Mark Neveldine, con quien tiene tres hijos. Ha participado en tres de los proyectos de Neveldine haciendo cameos.

## Primeros años
Lohman nació y se crio en Palm Springs, California, hija de Diane Dunham, dueña de una panadería, y Gary Lohman, un arquitecto de Minnesota. Tiene un hermano menor llamado Robert. Se destacó en la escuela secundaria y obtuvo las mejores calificaciones en todas sus materias escolares excepto en teatro, porque sufría de timidez. Durante su último año, fue premiada por la Fundación Nacional para el Avance en las Artes.

## Carrera
A los nueve años de edad, Lohman interpretó a Gretl en The Sound of Music en el Teatro McCallum de Palm Desert. Dos años más tarde, ganó el premio de la Desert Theatre League a la actriz más destacada en un musical por el papel principal en Annie. Continuó actuando localmente como cantante infantil, llegando a presentarse junto a Frank Sinatra en un evento benéfico en Palm Springs. Se le ofreció una beca completa para asistir a la Universidad de Nueva York, pero la rechazó y optó por contiuar actuando. Se mudó a Los Ángeles en 1997 para seguir una carrera como actriz, comenzando con papeles menores en películas independientes y películas B. Tuvo un pequeño papel en la cinta de ciencia ficción The Thirteenth Floor de 1999 y se afeitó el cabello para interpretar a una paciente con cáncer en Dragonfly de 2002 de Tom Shadyac, pero sus escenas no se incluyeron en el final cut.
Posteriormente, Lohman participó en White Oleander, una adaptación de la novela de Janet Fitch, que fue dirigida por Peter Kosminsky. Debido a su corte de pelo anterior, tuvo que usar una peluca durante el rodaje. Estrenada en 2002, White Oleander obtuvo críticas positivas y la actuación de Lohman fue ampliamente aclamada. Algunos medios describieron su papel como el que contribuyó significativamente al desarrollo de su carrera y The New York Times describió su trabajo como «el debut actoral en la pantalla más auspicioso del año». Además, recibió elogios por sus papeles en Matchstick Men y Big Fish, ambas estrenadas en 2003. Su actuación como una estafadora adolescente en Matchstick Men le valió a Lohman elogios por sobre su coprotagonista Nicolas Cage. Mientras que Big Fish la vio interpretando la versión más joven del personaje de Jessica Lange, para lo cual USA Today escribió que «igualmente deliciosa es la evolución del personaje de Alison Lohman hacia una mujer mayor. Es una metamorfosis que iguala cualquier otra en la historia de la pantalla».
En 2005, Lohman apareció en Where the Truth Lies de Atom Egoyan, que originalmente recibió una calificación NC-17 por su contenido sexual gráfico, y resultó un fracaso crítico y comercial. El crítico Roger Ebert opinó que a Lohman se le había dado un papel inapropiado. La propia actriz reconoció más tarde que no entendió del todo a su personaje y que fue «uno de los papeles que probablemente no debería haber hecho». También afirmó: «no sabía cómo iba a resultar y no tenía mucho control sobre lo que estaba haciendo mi personaje». Su siguiente largometraje de ese año, The Big White, también recibió críticas negativas. Mejor recibido fue el doblaje en inglés de Nausicaä del Valle del Viento, también estrenada en 2005, en donde prestó su voz al personaje principal. Lohman superó a Natalie Portman en la lucha por el papel. La película fue elogiada tanto por la crítica como por el público y tuvo un impacto considerable en la cultura popular.
A continuación protagonizó el drama Flicka, que se estrenó en 2006. A la edad de veinticinco años, interpretó a una niña de dieciséis años que se hace amiga de un mustang. Se había entrenado rigurosamente en equitación para el papel, afirmando que estaba «constantemente alterada emocional y físicamente» mientras trabajaba con los caballos para este papel.  Luego interpretó a una adicta a la heroína en recuperación en Things We Lost in the Fire, que se estrenó en 2007 con críticas en su mayoría positivas. Tuvo un papel en Gamer de 2009, un filme fuertemente criticado. Al mismo tiempo interpretó a una estrella del pop en la comedia dramática independiente Delirious; el director Tom DiCillo desconocía su experiencia previa como cantante y la eligió basándose en sus actuaciones en Big Fish y Matchstick Men. Su trabajo en Delirious incluyó la grabación de un videoclip —del cual se utilizaron cuarenta segundas en la película— con su propia voz.
Lohman fue contratada para protagonizar la película de terror de Sam Raimi, Arrástrame al infierno. Lohman disfrutó el rodaje, a pesar de no ser particularmente aficionada a las películas de terror. La película se estrenó en 2009 y recaudó noventa millones de dólares en todo el mundo, lo que le valió elogios por su actuación. En su reseña de la película, Roger Ebert escribió que la actriz «ayudó en gran medida» al éxito de la película y, además, la etiquetó como una reina del grito, explicando que «es esencial que la heroína sea buena gritando y Alison Lohman sí que puede gritar. Stanley Kubrick solo hubiera necesitado un día con ella en El resplandor». Recibió nominaciones para el premio de la Sociedad de Críticos de Cine de Detroit a la mejor actriz, el Premio Saturn a la mejor actriz y el Premio MTV Movie a la actuación más aterradora. Después de su papel de Arrástrame al infierno, Lohman se retiró de la actuación, con la excepción de algunos papeles pequeños en proyectos cinematográficos dirigidos o producidos por su esposo. Esto incluye la película de terror sobrenatural Exorcismo en el Vaticano, estrenada en 2015, donde interpreta a una paciente en una sala psiquiátrica.

## Vida privada
En 2009, Lohman se casó con el cineasta Mark Neveldine en Watertown, Nueva York, en la iglesia católica de San Anthony. La pareja abandonó Los Ángeles para mudarse a una granja en el norte del estado de Nueva York. Tienen tres hijos. Lohman se ha centrado más en sus hijos y su trabajo como profesora de actuación online.

## Filmografía

### Cine
| Año  | Título                        | Papel                  | Notas                  |
| ---- | ----------------------------- | ---------------------- | ---------------------- |
| 1998 | Kraa! The Sea Monster         | Curtis                 |                        |
| 1999 | Planet Patrol                 | Patrullero Curtis      |                        |
| 1999 | The Auteur Theory             | Rosemary adolescente   |                        |
| 1999 | The Thirteenth Floor          | Honey Bear Girl        |                        |
| 2000 | The Million Dollar Kid        | Courtney Hunter        |                        |
| 2001 | Sex and a Girl                | Camelia                |                        |
| 2001 | Delivering Milo               | Ms. Madeline           |                        |
| 2002 | White Oleander                | Astrid Magnussen       |                        |
| 2002 | White Boy                     | Amy                    |                        |
| 2003 | Big Fish                      | Joven Sandra Templeton |                        |
| 2003 | Matchstick Men                | Angela                 |                        |
| 2005 | Nausicaä del Valle del Viento | Nausicaä               | Voz; doblaje en inglés |
| 2005 | The Big White                 | Tiffany                |                        |
| 2005 | Where the Truth Lies          | Karen O'Connor         |                        |
| 2006 | Delirious                     | K'harma Leeds          |                        |
| 2006 | Flicka                        | Katy McLaughlin        |                        |
| 2007 | Beowulf                       | Ursula                 |                        |
| 2007 | Things We Lost in the Fire    | Kelly                  |                        |
| 2009 | Gamer                         | Trace                  |                        |
| 2009 | Arrástrame al infierno        | Christine Brown        |                        |
| 2015 | Exorcismo en el Vaticano      | Paciente psiquiátrica  |                        |
| 2016 | Urge                          | Madre                  |                        |
| 2016 | Officer Downe                 | Hermana Blister        |                        |

### Televisión
| Año       | Título             | Papel           | Notas                            |
| --------- | ------------------ | --------------- | -------------------------------- |
| 1998      | Pacific Blue       | Molly           | Episodio: «Seduced»              |
| 1998      | 7th Heaven         | Barbara         | Episodio: «Let's Talk About Sex» |
| 1999      | Crusade            | Claire          | Episode: «The Long Road»         |
| 1999      | Safe Harbor        | Hayley          | 4 episodios                      |
| 2000      | Sharing the Secret | Beth Moss       | Telefilme                        |
| 2000-2001 | Tucker             | McKenna Reid    | Protagonista                     |
| 2001-2002 | Pasadena           | Lily McAllister | Protagonista                     |

### Teatro
| Año  | Título             | Papel | Notas |
| ---- | ------------------ | ----- | ----- |
| 1988 | The Sound of Music | Gretl |       |
| 1990 | Annie              | Annie |       |

## Galardones
| Año  | Premio                                | Categoría                       | Título                 | Resultado |
| ---- | ------------------------------------- | ------------------------------- | ---------------------- | --------- |
| 1991 | Desert Theater League                 | Mejor actriz en un musical      | Annie                  | Ganadora  |
| 1997 | National YoungArts Foundation         | Avance en las Artes             | Avance en las Artes    | Ganadora  |
| 2003 | Golden Schmoes Awards                 | Mejor actriz de reparto del año | Matchstick Men         | Candidata |
| 2003 | Hollywood Film Awards                 | Mejor actriz de reparto         | Matchstick Men         | Ganadora  |
| 2003 | Phoenix Film Critics Society Awards   | Mejor revelación                | White Oleander         | Candidata |
| 2003 | ShoWest Awards                        | Estrella femenina del mañana    | White Oleander         | Ganadora  |
| 2003 | Young Hollywood Awards                | Mejor superestrella             | White Oleander         | Ganadora  |
| 2004 | Central Ohio Film Critics Association | Mejor actriz de reparto         | Matchstick Men         | Candidata |
| 2009 | Detroit Film Critics Society Awards   | Mejor actriz                    | Arrástrame al infierno | Candidata |
| 2009 | Fright Meter Awards                   | Mejor actriz                    | Arrástrame al infierno | Candidata |
| 2009 | Scream Awards                         | Mejor actriz de terror          | Arrástrame al infierno | Candidata |
| 2009 | Scream Awards                         | Mejor escena de lucha del año   | Arrástrame al infierno | Candidata |
| 2010 | Premios Saturn                        | Mejor actriz                    | Arrástrame al infierno | Candidata |
| 2010 | MTV Movie & TV Awards                 | Mejor actuación aterradora      | Arrástrame al infierno | Candidata |